# Taiwanische Badmintonmeisterschaft 1970
Die Taiwanische Badmintonmeisterschaft der Saison 1969/1970 fand vom 15. bis zum 18. November 1969 in Taipeh statt. Es war die 15. Auflage der nationalen Titelkämpfe von Taiwan im Badminton.

## Titelträger
| Disziplin    | Sieger                 |
| ------------ | ---------------------- |
| Herreneinzel | Wong Liang Lin         |
| Dameneinzel  | Sun Ying               |
| Herrendoppel | Daniel So Conrado Co   |
| Damendoppel  | Yu Yuk Geor Li Luk Mee |
| Mixed        | Lim King Che Sun Ying  |